# Terry Gou Tai Ming
Terry Gou Tai Ming (Chino tradicional: 郭台銘; Wade-Giles: Kuo T'ai-ming; pinyin; Guō Táimíng; nacido en Taipéi, Taiwán, República de China el 18 de octubre de 1950) es un empresario taiwanés fundador de Foxconn, que se desempeña como presidente y gerente general. Foxconn es el mayor fabricante de productos electrónicos contratado del mundo, con fabricantes en varios países, principalmente en China continental, donde emplea a 1,2 millones de personas y es su mayor empleador y exportador privado.
El 17 de abril de 2019, Gou declaró que había sido instruido por la diosa del mar Matsu en un sueño para postularse como candidato en la elección presidencial de Taiwán en 2020.

## Primeros años
Gou nació en el municipio de Banqiao, condado de Taipéi (ahora distrito de Banqiao, Nuevo Taipéi). Sus padres vivían en la provincia china de Shanxi antes de la guerra civil china y huyeron a Taiwán en 1949. Como el primer hijo de su familia, Gou recibió educación desde la escuela primaria hasta la universidad. Después de graduarse, continuó trabajando en una fábrica de caucho, trabajando en una muela y en una planta medicinal hasta los 24 años. Gou tiene dos hermanos menores, Guo Tai-chiang y Tony Guo, que también se han convertido en exitosos hombres de negocios.

## Hon Hai
Terry Gou Tai Ming fundó Hon Hai en Taiwán en 1974 con $ 7500 en dinero de inicio y diez trabajadores de edad avanzada, haciendo piezas de plástico para televisores en un cobertizo alquilado en Tucheng, un suburbio de Taipéi. Un punto de inflexión llegó en 1980 cuando recibió una orden de Atari para hacer la palanca de mando de la consola. Además, amplió su negocio en la década de 1980 al embarcarse en un viaje de 11 meses a través de los Estados Unidos en busca de clientes. Como vendedor agresivo, Gou entró sin ser invitado en muchas compañías y pudo obtener pedidos adicionales, a pesar de que la seguridad lo había llamado varias veces.
En 1988 abrió su primera fábrica en China continental, en Shenzhen, donde su fábrica más grande sigue siendo hoy. Las operaciones en China aumentaron significativamente en escala cuando Gou integró verticalmente el proceso de ensamblaje y las instalaciones para los trabajadores. El sitio de fabricación se convirtió en un campus que incluía viviendas, restaurantes, atención médica y entierro para los trabajadores, e incluso el cultivo de pollos para reponer la cafetería.
En 1996, Hon Hai comenzó a construir chasis para computadoras de escritorio Compaq. Este fue un momento de gran avance que llevó a la construcción del chasis básico para otros clientes de alto perfil, incluidos HP, IBM y Apple. En pocos años, Foxconn se convirtió en un gigante de la electrónica de consumo.
En 2016, el patrimonio neto de Gou fue de US $ 5,6 mil millones. Para agosto de 2017, Forbes enumeró su patrimonio neto en US $ 10,6 mil millones.
Gou también es el principal propietario de HMD Global, la compañía fundada en 2016 para vender teléfonos con la marca Nokia. HMD compra la I + D, fabricación y distribución de FIH Ltd, que forma parte del grupo Hon Hai.
Gou generó controversia cuando los comentarios que hizo durante una reunión de la junta directiva sobre empleados se tradujeron al inglés porque "Hon Hai tiene una fuerza laboral de más de un millón en todo el mundo y, como los seres humanos también son animales, administrar un millón de animales me da un dolor de cabeza". A través de Foxconn, Gou protestaría porque la traducción era deficiente y sacó sus comentarios fuera de contexto.

## Posturas políticas
Gou se unió al Kuomintang por primera vez en 1970, pero dejó de ser miembro después de 2000. Se reincorporó al partido en abril de 2019. En las elecciones presidenciales de 2012 en Taiwán, Gou respaldó a Ma Ying-jeou, afirmando que Ma era un "timonel sobresaliente y experimentado". Después de que Donald Trump ganara las elecciones presidenciales de los Estados Unidos de 2016, Gou fue objeto de una carta abierta falsa en Bloomberg, en la que el autor Tim Culpan criticó severamente a Trump. Se informó erróneamente que el artículo fue escrito por el propio Gou. A principios de ese año, se informó ampliamente que Gou estaba considerando una candidatura presidencial taiwanesa para 2020, y la especulación continuó en 2017. El 17 de abril de 2019, Gou anunció su intención de presentarse a las elecciones primarias del Kuomintang para las elecciones presidenciales de 2020.

## Vida personal
Gou y su primera esposa, Serena Lin (林淑如; Lín Shúrú; 1950–2005), tienen un hijo que trabaja en las industrias cinematográfica e inmobiliaria y una hija que trabajó en el sector financiero. Gou fundó una organización benéfica educativa con Lin en 2000 y tenía la intención de ceder finalmente un tercio de su riqueza a la organización benéfica. Después de la muerte de la esposa de Gou, la hija de Gou asumió el liderazgo en la organización benéfica.
En 2002, compró un castillo Roztěž cerca de Kutná Hora en la República Checa por $ 30 millones.
En 2005, Serena Lin murió de cáncer de mama a la edad de 55 años. El hermano menor de Gou, Tony Guo, murió en 2007 de leucemia. También ese año, Hsu Ching-wei acusó a Gou de tener una aventura amorosa durante los años noventa. Gou se casó con su segunda esposa, la coreógrafa Delia Tseng (曾馨瑩; Zēng Xīnyíng; nacido en 1974) el 26 de julio de 2008. Tseng y Gou tienen tres hijos. Juntos, han decidido regalar el 90% de la riqueza de Gou.